# Baringo (hrabstwo)
Baringo – jedno z 47 hrabstw Kenii, położone na obszarze dawnej Prowincji Wielkiego Rowu.  Jego główną siedzibą i największym miastem jest Kabarnet. Liczy 666,8 tys. mieszkańców, z czego większość to ludy Kalendżin. W hrabstwie znajduje się Jezioro Baringo.
Baringo graniczy z hrabstwami: Samburu i Laikipia na wschodzie, Turkana na północy i północnym wschodzie, Nakuru na południu, z Elgeyo-Marakwet na zachodzie, West Pokot na północnym zachodzie oraz z Kericho i Uasin Gishu na południowym zachodzie.
Hrabstwo stało się znane na całym świecie dzięki małej wiosce Mukutani, w której nakręcono film „Nigdzie w Afryce”.

## Religia
Struktura religijna w 2019 roku wg Spisu Powszechnego:
- protestantyzm – 60,9%
- katolicyzm – 18,5%
- niezależne kościoły afrykańskie – 6,1%
- pozostali chrześcijanie – 4,4%
- brak religii – 3,6%
- tradycyjne religie plemienne – 3,6%
- islam – 0,8%
- pozostali – 2,1%.

## Podział administracyjny
Hrabstwo Baringo składa się z sześciu okręgów:
- Tiaty,
- Baringo North,
- Baringo Central,
- Baringo South,
- Mogotio i
- Eldama Ravine.

## Znane osoby
- Daniel Moi (1924-2020) – drugi prezydent Kenii, w latach 1978–2002.
- Paul Tergat (ur. 1969) – biegacz długodystansowy, rekordzista świata na trzech dystansach
- Pauline Konga (ur. 1970) – biegaczka długodystansowa, srebrna medalistka olimpijska
- Lydia Cheromei (ur. 1977) – biegaczka długodystansowa, srebrna medalistka mistrzostw świata w półmaratonie
- Mary Keitany (ur. 1982) – biegaczka długodystansowa, złota medalistka mistrzostw świata w półmaratonie